# Jovan Jovanović Zmaj
Jovan Jovanović Zmaj (Јован Јовановић Змај) (Novi Sad, 24 novembre 1833 – Sremska Kamenica, 3 giugno 1904) è stato un poeta serbo.

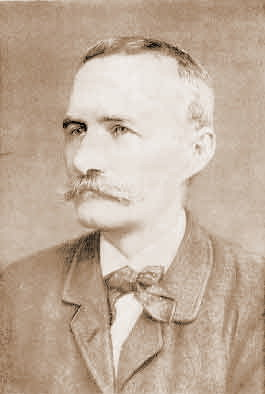
Jovan Jovanović Zmaj

Dopo aver concluso le scuole elementari a Novi Sad, allora città dell'Impero austro-ungarico, concluse i suoi studi secondari a Bratislava e a Budapest. Visse anche a Praga e Vienna dove studiò medicina e collaborò con riviste letterarie satiriche.
Rientrato a Novi Sad nel 1870, lavorò come medico, professione che esercitò sporadicamente anche a Belgrado, Zagabria e, di nuovo, Vienna.
Contemporaneamente all'attività medica, fu un prolifico poeta. La sua produzione letteraria include poesie liriche, d'amore, patriottiche e politiche. Fu redattore capo della rivista satirica «3. maj» (3 maggio) da cui ha preso il proprio pseudonimo Zmaj, che in serbo significa Drago ed in cirillico si scrive Змај.
La fama di Jovan Jovanović Zmaj è, però, soprattutto, legata alla letteratura per bambini, in particolare alla composizione di filastrocche che sono entrate nella cultura serba, e che ancor oggi vengono cantate ai bambini.
Tra le sue opere più note ci sono le raccolte di poesie liriche sentimentali "Đulići" (Ђулићи, Rose) e "Ćulići uveoci" (Ђулићи увеоци, Rose avvizzite).
Un importante contributo alla diffusione della letteratura europea fu l'opera di traduzione in lingua serba che Jovanović fece di importanti opere straniere: tra queste, romanzi dell'ungherese Sándor Petőfi, dei tedeschi Johann Goethe, e Heinrich Heine, del russo Michail Jur'evič Lermontov e del britannico Alfred Tennyson.
Fu membro della massoneria.